# James Hall (acteur)
Pour les articles homonymes, voir James E. Brown, Brown, James Hall et Hall.
James Hall est un acteur américain, de son vrai nom James E. Brown, né le 22 octobre 1900 à Dallas (Texas), mort le 7 juin 1940 à Jersey City (New Jersey).

## Biographie

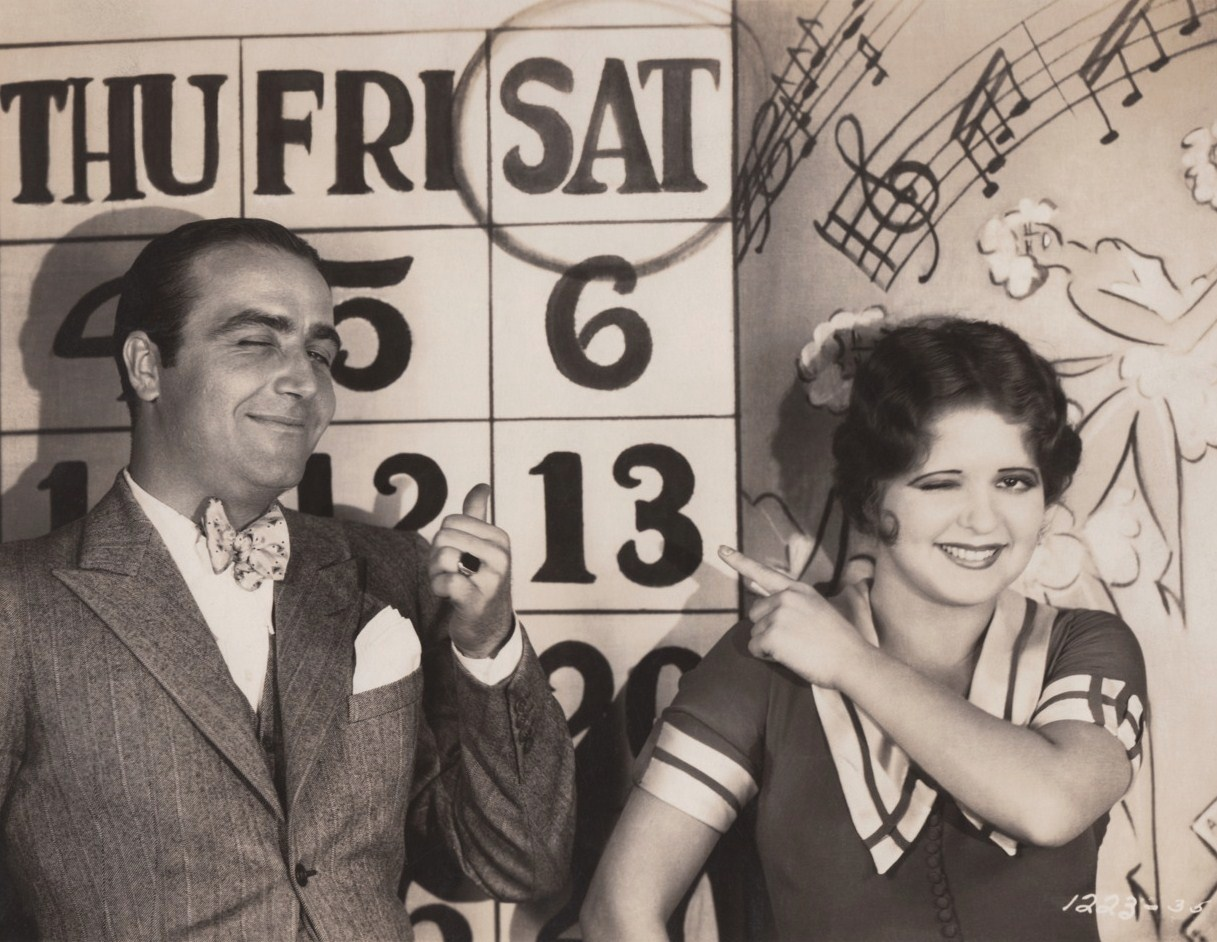
Avec Clara Bow, dans La Cadette
(1929, photo promotionnelle)

Sous le pseudonyme de James Hall, il contribue à seulement trente-trois films américains entre 1923 et 1932, notamment pour la Paramount Pictures.
Parmi ses quinze films muets, mentionnons Hôtel Impérial (en) de Mauritz Stiller (1927, avec Pola Negri) et Les Quatre Fils de John Ford (1928, avec George Meeker).
Son premier film parlant est The Canary Murder Case de Malcolm St. Clair et Frank Tuttle (1929, avec William Powell, Louise Brooks et Jean Arthur). Citons également Just Married avec Ruth Taylor de Frank R. Strayer de 1928, La Cadette  avec Clara Bow et Jean Arthur,  d'A. Edward Sutherland de 1929  et Les Anges de l'enfer  avec Ben Lyon et Jean Harlow, d'Howard Hughes en 1930.
Son dernier film est Manhattan Tower de Frank R. Strayer (1932, avec Mary Brian et Irene Rich). Huit ans après son retrait de l'écran, en 1940, il meurt prématurément d'une cirrhose.

## Filmographie complète
- 1923 : Man Alone de William H. Clifford
- 1926 : Petite Championne (The Campus Flirt) de Clarence G. Badger
- 1926 : Stranded in Paris d'Arthur Rosson
- 1927 : Ritzy de Richard Rosson
- 1927 : Love's Greatest Mistake de A. Edward Sutherland
- 1927 : Frères ennemis (Rolled Stockings) de Richard Rosson
- 1927 : L'École des sirènes (Swim Girl, Swim) de Clarence G. Badger
- 1927 : Silk Legs d'Arthur Rosson
- 1927 : Hotel Imperial de Mauritz Stiller
- 1927 : La Nièce de Zorro (Señorita) de Clarence G. Badger
- 1928 : Just Married de Frank R. Strayer
- 1928 : Les Quatre Fils (Four Sons) de John Ford
- 1928 : Monsieur Ma... demoiselle (The Fifty-Fifty Girl) de Clarence G. Badger
- 1928 : Quand la flotte atterrit (The Fleet's In) de Malcolm St. Clair
- 1929 : Le Calvaire de Lena X (The Case of Lena X) de Josef von Sternberg
- 1929 : Le Meurtre du canari (The Canary Murder Case) de Malcolm St. Clair et Frank Tuttle
- 1929 : La Cadette (The Saturday Night Kid) d'A. Edward Sutherland
- 1929 : La Princesse et son taxi (This is Heaven) d'Alfred Santell
- 1929 : Le printemps chante (Smiling Irish Eyes) de William A. Seiter
- 1930 : Dangerous Nan McGrew de Malcolm St. Clair
- 1930 : Paramount on Parade, film à sketches de Dorothy Arzner, Ernst Lubitsch et autres, segment Dream Girl (+ Galas de la Paramount, version doublée en espagnol, 1930)

- 1930 : Les Anges de l'enfer (Hell's Angels) d'Howard Hughes
- 1930 : Maybe It's Love (en) de William A. Wellman

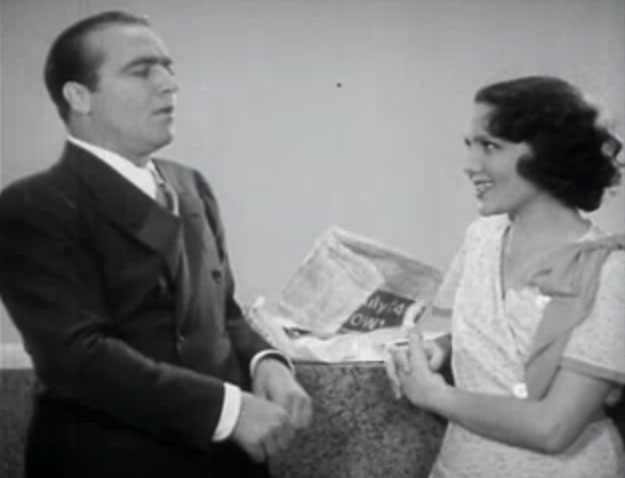
Avec Mary Brian, dans Manhattan Tower (1932)

- 1930 : The Third Alarm d'Emory Johnson
- 1930 : Let's Go Native de Leo McCarey
- 1930 : Man to Man d'Allan Dwan
- 1930 : Divorce Among Friends de Roy Del Ruth
- 1931 : Lightning Flyer de William Nigh
- 1931 : Millie de John Francis Dillon
- 1931 : The She-Wolf de James Flood
- 1931 : The Good Bad Girl de Roy William Neill
- 1931 : Sporting Chance (en) d'Albert Herman
- 1932 : Manhattan Tower de Frank R. Strayer